# Kim Tae-hee
Kim Tae-hee  (en hangul, 김태희; Busan, Corea del Sur, 29 de marzo de 1980) es una actriz surcoreana. Es más conocida por sus papeles en dramas coreanos como Escalera al cielo, Historia de amor en Harvard, Iris, Mi princesa y Jang Ok-jung, Viviendo por Amor.

## Biografía
Kim Tae nació el 29 de marzo de 1980 en Ulsan, Corea del Sur.
Es la segunda de tres hijos, tiene una hermana mayor, Kim Hee-won, y un hermano más joven, el actor Lee Wan.
En 2005, se graduó en Diseño de Modas en la Universidad Nacional de Seúl.
El 2 de enero de 2013 confirmó su relación con el cantante y actor Rain. Se casaron el 19 de enero de 2017. Tienen dos hijas nacidas en octubre de 2017 y septiembre de 2019, respectivamente.

## Carrera
En 2000, un ejecutivo de publicidad vio a Kim ir en el subterráneo y le ofreció un trabajo como modelo. Kim apareció en propagandas de televisión antes de realizar su presentación como actriz, debutando con un papel pequeño que realizó 2001 en el melodrama Last Present.
En a fines de 2003, Kim logró el estrellato tras su representación de la hermanastra malvada en la popular serie de la TV de SBS Escalera al Cielo. A comienzos de 2004, Kim fue lanzado en los papeles principales en ella sucediendo a proyectos, incluyendo la serie de KBS Amor prohibido y la de SBS Historia de Amor en Harvard.
Kim recurrió a película que, tener como protagonista en la epopeya de fantasía de acción, The Restless (2006). y la comedia romántica Venus y Marte (2007). Ambos fueron éxitos de boletería.
Regresó a la pequeña pantalla en 2009, representando una agente del Servicio Nacional de Inteligencia NIS en el thriller de acción Iris. Fue uno de los dramas coreanos más costosos alguna vez producido y era un éxito crítico y comercial con una clasificación de viewership media de 30 %. Kim derramó lágrimas en los premios de drama de KBS cuando ganó un premio de excelencia en una miniserie; esto era su primero acting award, excepto recién llegado y premios de popularidad.
Kim salió de la agencia de actores Namoo Actors, y en enero de 2010 se unió a la agencia Lua Entertainment que fue fundada por su cuñado. Ese año, también hizo de un jinete de caballo que soñaba con ganar el campeonato en la película de deportes Grand Prix.
Después del éxito de Iris, obtuvo evaluaciones positivas en la serie de comedia romántica Mi Princesa (2011); Kim actuó como una estudiante universitaria corriente que descubría que desciende de la realeza coreana. Posteriormente, ese año, protagonizó a su primera televisión japonesa Boku to Star no 99 Nichi, en la cual caracterizó una estrella Hallyu surcoreana que conoce a un guardaespaldas japonés y se enamora de él. Kim tropezó con el rechazo de algunos ciuredanos japoneses para su participación en 2005 en un mitin en Suiza respaldando el reclamo territrial de Corea del Sur sobre las Rocas de Liancourt.
En 2013, Kim protagonizó Jang OK-jung viviendo por amor, como la concubina real Hui-bin Jang. este era followed by otro papel de período, como la esposa de chinos famosos calígrafo Wang Xizhi en el drama de la televisión chino del mismo título.
En agosto de 2019 se anunció que se había unido a la agencia "Story J Company".
El 22 de febrero de 2020 se unió al elenco principal de la serie ¡Hola y adiós, mamá! (también conocida como "Hello, Mom") donde dio vida a Cha Yoo-ri, una mujer que regresa a la vida por 49 días, después de morir cuatro años atrás, hasta el final de la serie el 19 de abril del mismo año.
Después de una pausa de tres años, volvió a la televisión en 2023 con la serie de suspenso (género que cultivaba por primera vez) Mentiras ocultas en mi jardín, con el papel de Moon Joo-ran, un ama de casa que parece tener una vida perfecta hasta que descubre un extraño olor en su jardín.

### Promociones
Kim es una de las más populares promotoras de productos en Corea. Ha sido una portavoz para marcas populares incluyendo Colorista de 12Plus, Cyon, Baguette de París, LG, iriver, Hera, Ohui, Vivian, Daewoo Matiz, Klasse, Samsung, frijoles Avenue, Olympus, mi Cámara / raíz, Crencia, tarjeta de Smard de KT, Calli, ZEC, Card, Maxwell Salón de la Cámara de BC, tierra, Tae de seda de maíz, Toyota y Prugio. 
En el sector del lujo, Kenzo la eligió para rodar el nuevo spot y ser la nueva imagen de su icónico perfume, Flower by Kenzo.

## Filmografía

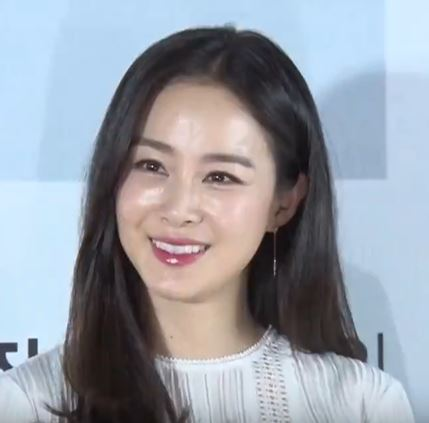
Kim Tae-hee en marzo del 2018.

### Series de televisión
| Año  | Título                                  | Papel              | Cadena  | Ref.          |
| ---- | --------------------------------------- | ------------------ | ------- | ------------- |
| 2002 | Let's Go                                | Tae-hee            | SBS     |               |
| 2003 | Screen                                  | Kim So-hyun        | SBS     |               |
| 2003 | A Problem at My Younger Brother's House | Park Soo-jin       | SBS     |               |
| 2003 | Escalera al cielo                       | Han Yoo-ri         | SBS     |               |
| 2004 | Forbidden Love                          | Yoon Si-yeon       | KBS 2TV |               |
| 2004 | Love Story in Harvard                   | Lee Soo-in         | SBS     |               |
| 2009 | Iris                                    | Choi Seung-hee     | KBS TV2 |               |
| 2011 | My Princess                             | Lee Seol           | MBC     | [ 16 ]        |
| 2011 | Boku to Star no 99 Nichi                | Han Yoo-na         | Fuji TV |               |
| 2013 | Jang Ok-jung, Living by Love            | Jang Ok-jung       | SBS     | [ 20 ]        |
| 2014 | Wang Xizhi                              |                    |         |               |
| 2015 | Yong Pal                                | Han Yeo-jin        | SBS     | [ 30 ]        |
| 2020 | Hi Bye, Mama!                           | Cha Yoo-ri         | tvN     | [ 2 ] [ 31 ]  |
| 2023 | Mentiras ocultas en mi jardín           | Moon Joo-ran       | ENA     | [ 32 ] [ 33 ] |
| 2023 | De vuelta en Samdal-ri                  | Aparición especial | JTBC    | [ 34 ]        |

### Películas
| Año  | Título             | Papel                   | Notas        |
| ---- | ------------------ | ----------------------- | ------------ |
| 2001 | Last Present       | Park Jung-yeon de joven |              |
| 2002 | Living in New Town | Ji-soo                  | Cortometraje |
| 2006 | The Restless       | So-hwa/Yon-hwa          |              |
| 2007 | Venus and Mars     | Yoon Jin-ah             |              |
| 2010 | Grand Prix         | Seo Ju-hee              |              |
| 2010 | Iris: The Movie    | Choi Seung-hee          |              |

### Presentadora
| Año  | Evento                  | Notas                     |
| ---- | ----------------------- | ------------------------- |
| 2020 | 34th Golden Disc Awards | presentadora de categoría |

### Videos musicales
| Año  | Canción         | Artista                         | Ref.   |
| ---- | --------------- | ------------------------------- | ------ |
| 2002 | "Letter"        | g.o.d                           |        |
| 2003 | "Only"          | The Jun                         |        |
| 2004 | "Don't Go Away" | Park Yong-ha                    |        |
| 2014 | "Koinonia"      | Celebridades coreanas católicas | [ 36 ] |
| 2021 | "No Honey"      | Ciipher                         | [ 37 ] |

### Anuncios

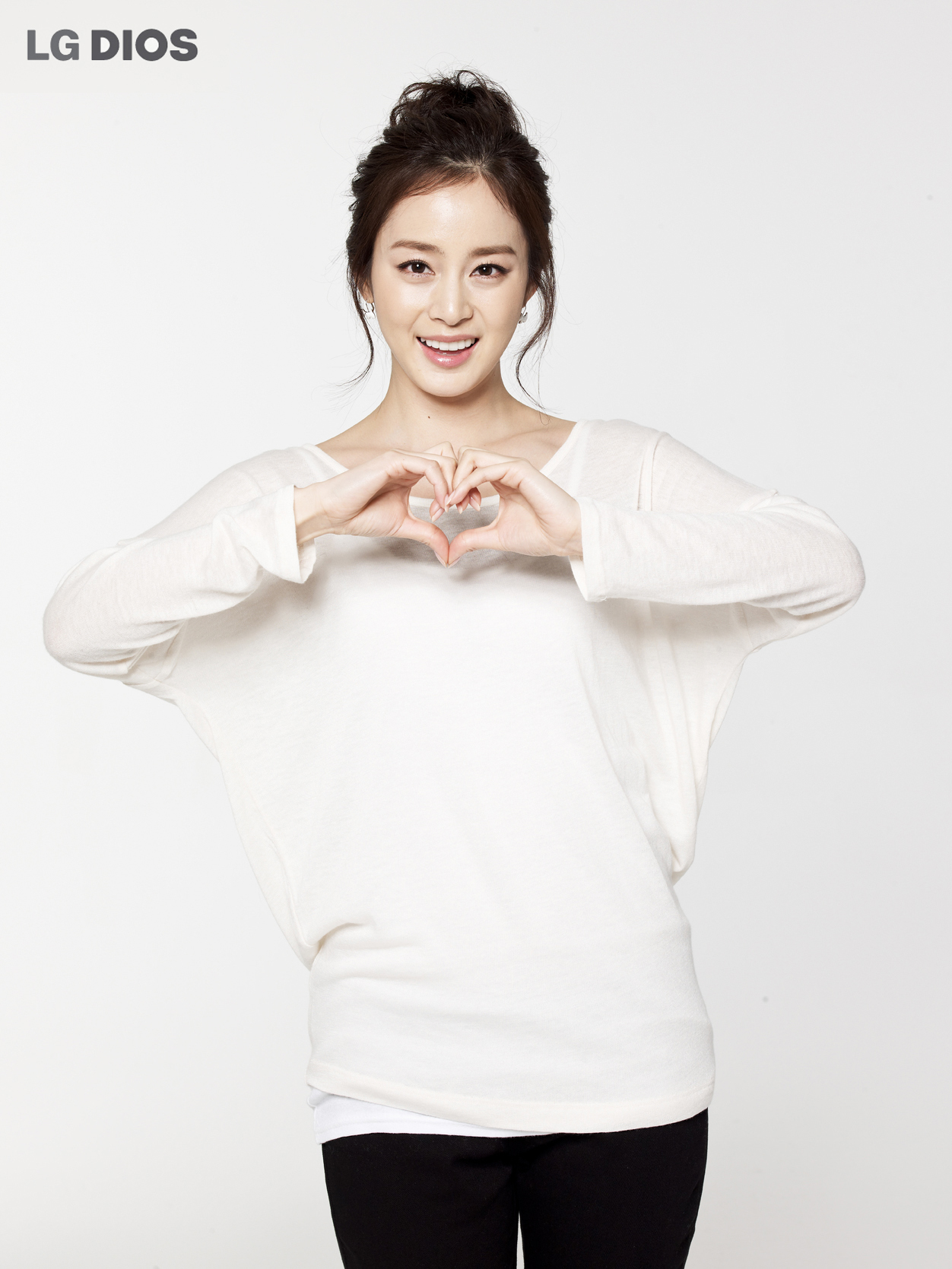
Kim Tae-hee durante las promociones de "LG DIOS" en el 2012.

| Año  | Anuncio  | Notas                  |
| ---- | -------- | ---------------------- |
| 2020 | La Cloud | junto a su esposo Rain |
| 2008 | LG-Cyon  | junto a Gang Dong-won  |

## Discografía

### Bandas sonoras
| Canción | Año  | Soundtrack     |
| ------- | ---- | -------------- |
| Smile   | 2010 | Grand Prix OST |

## Premios y candidaturas
| Año  | Premio                               | Categoría                                       | Trabajo nominado             | Resultado  | Ref.   |
| ---- | ------------------------------------ | ----------------------------------------------- | ---------------------------- | ---------- | ------ |
| 2003 | SBS Drama Awards                     | New Star Award                                  | Escalera al cielo            | Ganadora   |        |
| 2004 | Andre Kim Best Star Awards           | Female Star Award                               | Escalera al cielo            | Ganadora   | [ 39 ] |
| 2004 | KBS Drama Awards                     | Best New Actress                                | Forbidden Love               | Ganadora   | [ 40 ] |
| 2004 | SBS Drama Awards                     | Top 10 Stars                                    | Love Story in Harvard        | Ganadora   |        |
| 2004 | SBS Drama Awards                     | Popularity Award, Actress                       | Love Story in Harvard        | Ganadora   |        |
| 2005 | 41st Baeksang Arts Awards            | Most Popular Actress (TV)                       | Love Story in Harvard        | Ganadora   | [ 41 ] |
| 2007 | 43rd Baeksang Arts Awards            | Most Popular Actress (Film)                     | The Restless                 | Ganadora   |        |
| 2007 | 3rd Pyeongtaek Film Festival         | New Currents Movie Star - Best New Actress      | The Restless                 | Ganadora   |        |
| 2007 | 15th Chunsa Film Art Awards          | Best New Actress                                | The Restless                 | Candidata  |        |
| 2007 | 42nd Grand Bell Awards               | Overseas Popularity Award                       | The Restless                 | Ganadora   | [ 42 ] |
| 2007 | 42nd Grand Bell Awards               | Best New Actress                                | The Restless                 | Candidata  |        |
| 2007 | 28th Blue Dragon Film Awards         | Popular Star Award                              | The Restless                 | Ganadora   | [ 43 ] |
| 2007 | 28th Blue Dragon Film Awards         | Best New Actress                                | The Restless                 | Candidata  |        |
| 2007 | 6th Korean Film Awards               | Best New Actress                                | The Restless                 | Candidata  |        |
| 2007 | Andre Kim Best Star Awards           | Female Star Award                               |                              | Ganadora   | [ 44 ] |
| 2009 | KBS Drama Awards                     | Best Couple Award with Lee Byung-hun            | Iris                         | Ganadora   | [ 11 ] |
| 2009 | KBS Drama Awards                     | Excellence Award, Actress in a Mid-length Drama | Iris                         | Ganadora   | [ 11 ] |
| 2010 | 46th Baeksang Arts Awards            | Best Actress (TV)                               | Iris                         | Candidata  |        |
| 2010 | 3rd Korea Drama Awards               | Excellence Award, Actress                       | Iris                         | Candidata  |        |
| 2011 | 6th Seoul International Drama Awards | Outstanding Korean Actress                      | My Princess                  | Candidata  |        |
| 2011 | MBC Drama Awards                     | PremioTop Excellence, Actriz en una miniserie   | My Princess                  | Candidata  |        |
| 2011 | MBC Drama Awards                     | Premio a la Popularidad, Actriz                 | My Princess                  | Candidata  |        |
| 2011 | MBC Drama Awards                     | Premio Mejor pareja (con Song Seung-heon)       | My Princess                  | Candidatos |        |
| 2013 | Cosmo Beauty Awards                  | Asia Dream Star                                 |                              | Ganadora   |        |
| 2013 | SBS Drama Awards                     | Excellence Award, Actress in a Drama Special    | Jang Ok-jung, Living by Love | Candidata  |        |
| 2015 | 8th Korea Drama Awards               | PremioTop Excellence, Actriz                    | Yong Pal                     | Ganadora   | [ 45 ] |
| 2015 | 4th APAN Star Awards                 | PremioTop Excellence, Actriz en una miniserie   | Yong Pal                     | Candidata  | [ 46 ] |
| 2015 | 23rd SBS Drama Awards                | PremioTop Excellence, Actriz en una miniserie   | Yong Pal                     | Ganadora   | [ 47 ] |
| 2015 | 23rd SBS Drama Awards                | Top 10 Stars                                    | Yong Pal                     | Ganadora   | [ 47 ] |
| 2015 | 23rd SBS Drama Awards                | Premio a la popularidad Netizen China           | Yong Pal                     | Candidata  | [ 47 ] |
| 2015 | 23rd SBS Drama Awards                | Premio a la popularidad Netizen                 | Yong Pal                     | Candidata  | [ 47 ] |
| 2015 | 23rd SBS Drama Awards                | Premio Mejor pareja (con Joo Won)               | Yong Pal                     | Ganadores  | [ 47 ] |